# Korniska

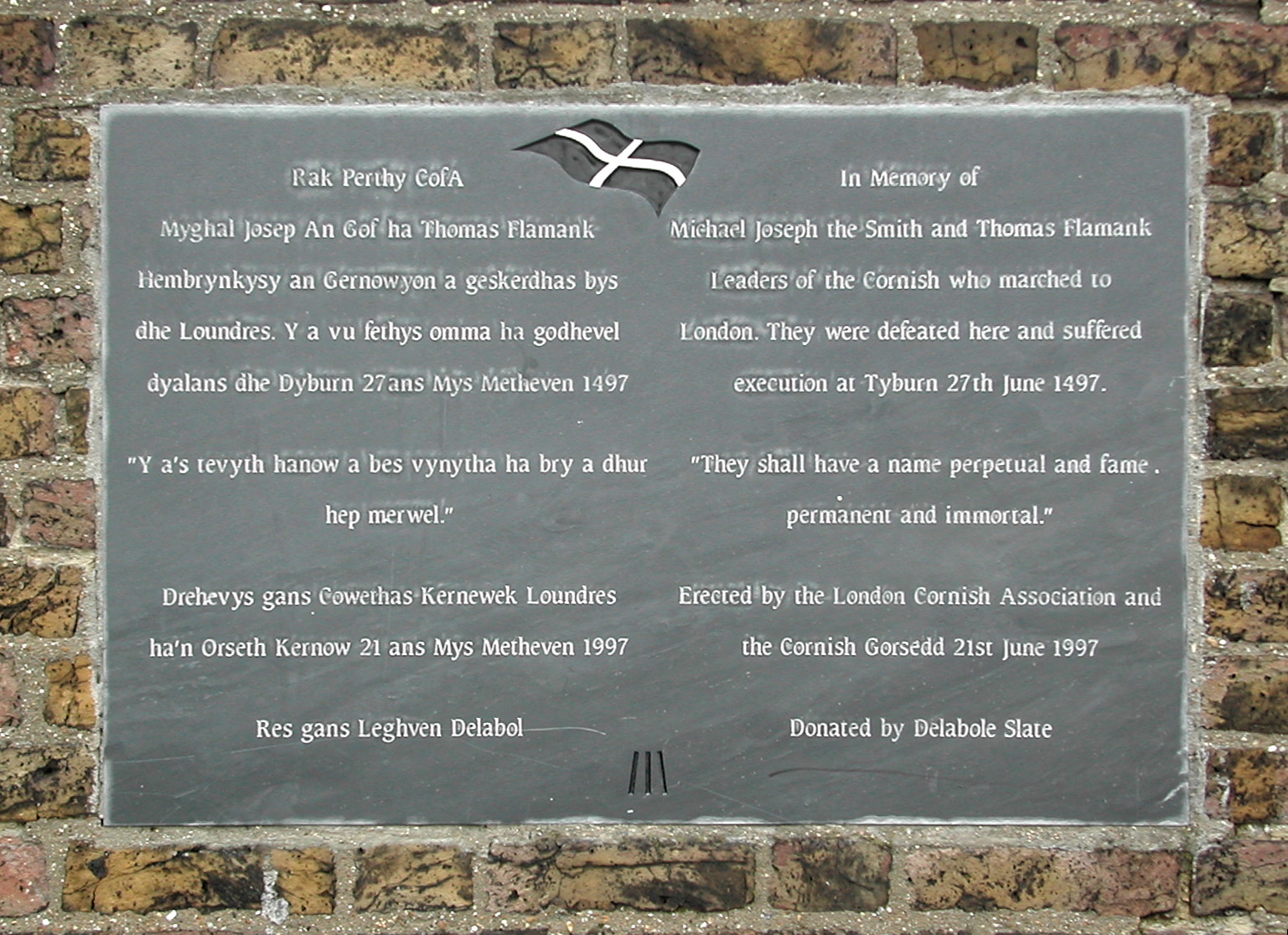
Tvåspråkigt plakat

Korniska (eget namn: Kernowek) är ett keltiskt språk i den sydvästbrittiska gruppen som talas i Cornwall. Korniskan är nära besläktad med bretonskan i Bretagne och mer avlägset besläktad med kymriskan i Wales.. Korniskan talades tidigare över hela Cornwall, men trängdes över tid undan av engelskan och antas sedan ha dött ut. Olika uppgifter om när detta inträffade förekommer.
Precis som manx har korniskan återupplivats. Frånräknat modersmålstalare talas det enligt 2011 års folkräkning av 557 personer. År 2002 erkändes korniskan som ett officiellt minoritetsspråk i Storbritannien och från och med 2005 har det erhållit statligt stöd.
Dolly Pentreath, död 1777, har traditionellt betraktats som språkets sista modersmålstalare. En myt rörande hennes död säger att hennes sista ord skall ha varit My ny vynnav kewsel Sowsnek (Jag vill inte tala engelska). Den siste som traditionellt har ansetts vara enspråkig i korniska hette Chesten Marchant (död 1676). Korniskans ordförråd är till 80 procent gemensamt med bretonska, till 75 procent gemensamt med kymriska och bara till 35 procent gemensamt med de mer avlägset besläktade iriska och skotsk gaeliska.[källa behövs]
Korniskan på Scillyöarna dog ut på 1660-talet.
Språket skrivs med latinska alfabetet.

## Fonologi

### Konsonanter
|             |             | Bilabial | Dental | Alveolar | Postalveolar | Palatal | Velar  | Glottal |
| ----------- | ----------- | -------- | ------ | -------- | ------------ | ------- | ------ | ------- |
| Nasal       | Nasal       | m        |        | n        |              |         |        |         |
| Klusil      | Klusil      | p \| b   |        | t \| d   |              |         | k \| g |         |
| Affrikat    | Affrikat    |          |        |          | t͡ʃ \| d͡ʒ     |         |        |         |
| Frikativ    | Frikativ    | f \| v   | θ \| ð | s \| z   | ʃ \| ʒ       |         |        | h       |
| Lateral     | Norm.       |          |        | l        |              |         |        |         |
| Lateral     | Frikativ    |          |        | lɬ       |              |         |        |         |
| Tremulant   | Tremulant   |          |        | r        |              |         |        |         |
| Flapp       | Flapp       |          |        | ɾ        |              |         |        |         |
| Approximant | Approximant |          |        |          |              | j       | ʍ \| w |         |

Källa:

### Vokaler
|             | Främre | Bakre  |
| ----------- | ------ | ------ |
| Sluten      | i      | u      |
| Halvsluten  | ɪ      |        |
| Mellanöppen | ɛ      | ʌ \| ɔ |
| Halvöppen   | æ      |        |
| Öppen       | a      |        |

Källa: